# Nekmíř
Nekmíř (en allemand : Nekmirsch) est une commune du district de Plzeň-Nord, dans la région de Plzeň, en République tchèque. Sa population s'élevait à 541 habitants en 2022.

## Géographie
Nekmíř se trouve à 16 km au nord-ouest du centre de Plzeň et à 88 km à l'ouest-sud-ouest de Prague.
La commune est limitée par Horní Bělá au nord et au nord-est, par Tatiná à l'est, par Nevřeň au sud, par Všeruby au sud-est, et par Kunějovice et Zahrádka à l'ouest.

## Histoire
La première mention écrite de la localité date de 1358.

## Administration
La commune se compose de deux sections :
- Lhotka
- Nekmíř

## Transports
Par la route, Nekmíř se trouve à 8 km de Horní Bříza, à 18 km de Plzeň et à 111 km de Prague. 